# Bart Smit

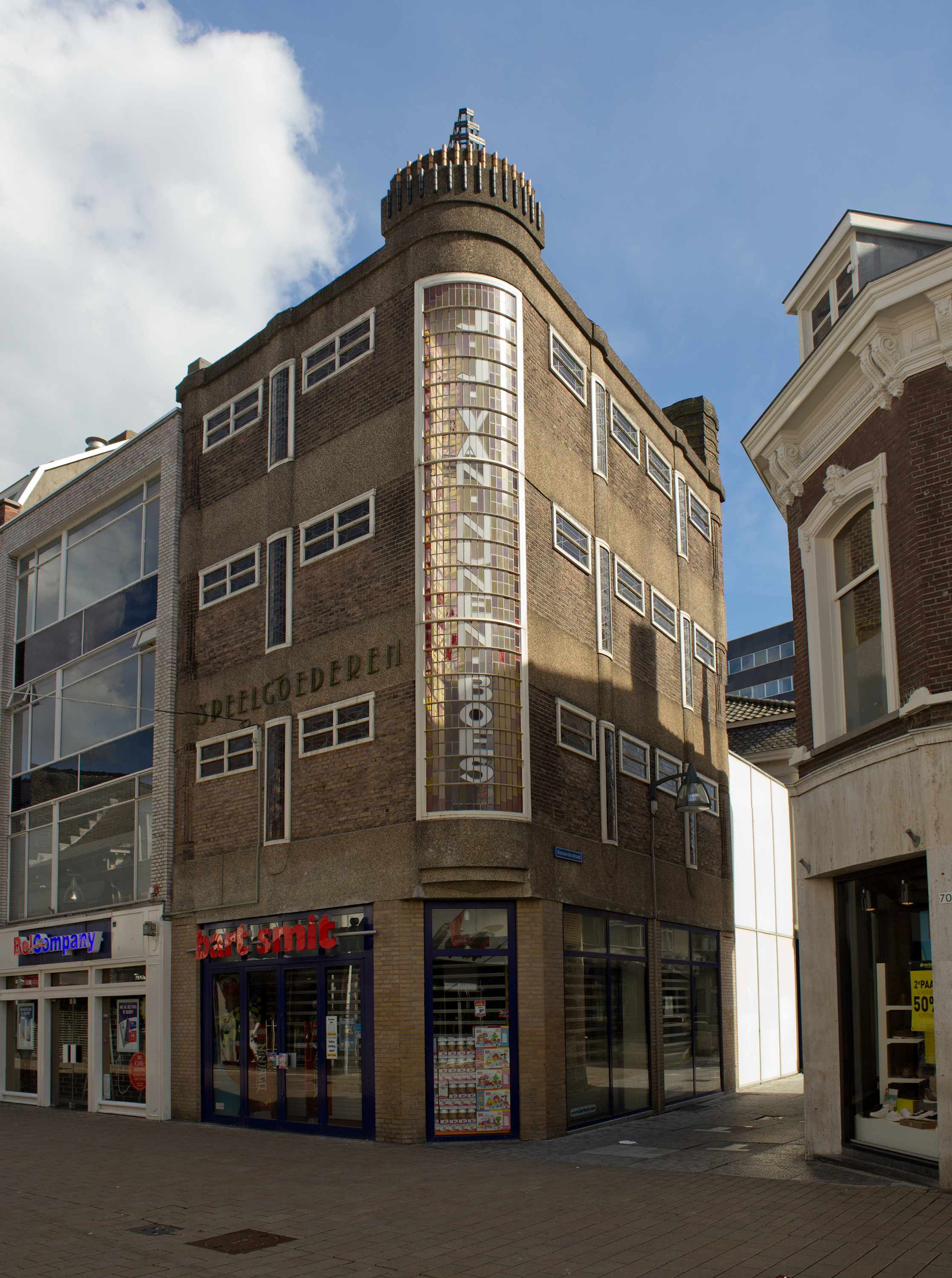
Vestiging in Tilburg, in pand van overgenomen J.J. Van Nunen-Boes

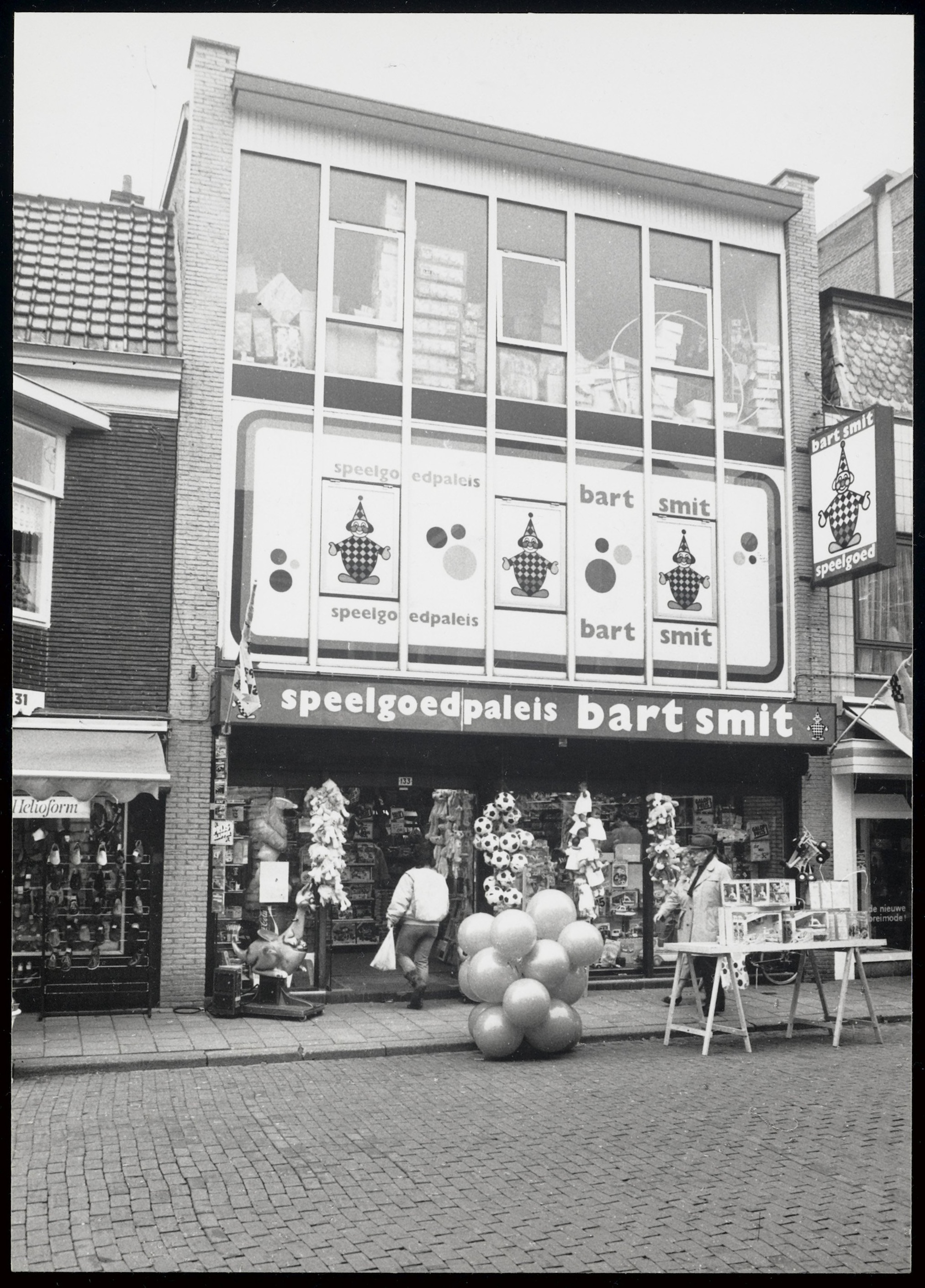
Vestiging in Alkmaar in 1985

Bart Smit was een Nederlandse winkelketen die gespecialiseerd was in speelgoed. De keten was lang eigendom van  Blokker Holding.

## Geschiedenis
De winkelketen begon op 1 juni 1967 als een kleine handelszaak in Volendam. Oorspronkelijk verkocht Bart Smit naast speelgoed ook huishoudelijke en aardewerken artikelen, zoals servies. Later richtte eigenaar Bart Smit zich uitsluitend op speelgoed.
In 1980 kocht Bart Smit het Tilburgse bedrijf 'J.J. Van Nunen-Boes Speelgoed BV' met negen filialen.
Deze onderneming bestond toen al meer dan honderd jaar. Het bedrijf groeide uit tot de grootste speelgoedwinkelketen van Nederland. Door financiële problemen gedwongen moest het rond 1983 aansluiting zoeken bij Blokker. Tot 1995 noemde de winkelketen zich "Speelgoedpaleis Bart Smit". De keten breidde zich steeds verder uit en in 1989 opende het eerste filiaal in België.
Het hoofdkantoor was gevestigd in Volendam. De afdelingen Marketing en Beveiliging bevonden zich in Breda. Op het hoogtepunt had Bart Smit naast 196 vestigingen in Nederland, 55 winkels in België en één in Luxemburg, terwijl het ook game-keten E-Plaza exploiteerde.
In juni 2016 werd door eigenaar Blokker Holding een plan gepresenteerd om de winkels van Bart Smit om te vormen tot Intertoys-filialen. Op 1 april 2017 moest deze verandering in Nederland voltooid zijn. Dit is niet gehaald door problemen met Intertoys franchisers in dezelfde koopgebieden. Eind juni 2017 werd bekend dat in België de ombouw naar Intertoys niet doorging.

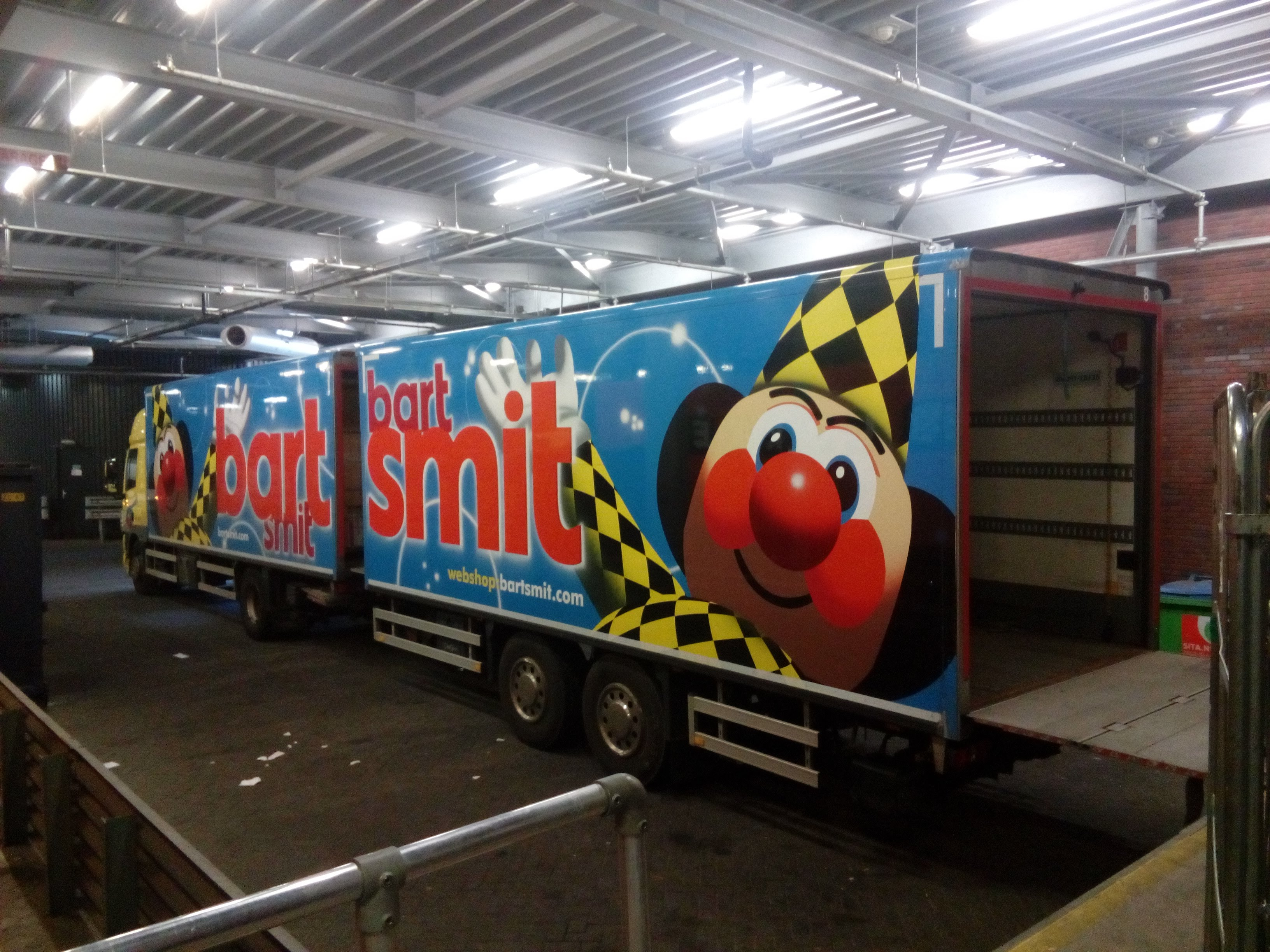
Vrachtwagen van Bart Smit

In december 2017 is Bart Smit/Intertoys overgenomen door investeerder Alteri Investors. Anno december 2018 had het bedrijf in Nederland nog 13 filialen. In februari 2019 werd bekend dat de Belgische Bart Smit-filialen overgenomen worden door Maxi Toys, dat sinds januari 2019 eigendom was van Green Swan. De naam van de Belgische Bart Smit-winkels veranderde daarna in Maxi Toys.

## Speelgoedboek
Net als Intertoys bracht ook Bart Smit voorafgaand aan de Sinterklaastijd jaarlijks een speelgoedboek uit.

## Winkelmascotte
De winkelmascotte van Bart Smit was een clown. Hij droeg een gele puntmuts met een patroon van zwarte ruiten. Zijn trui had dezelfde gele kleur, met hetzelfde ruitjespatroon. Zijn broek had ook hetzelfde ruitjespatroon, maar had een rode basiskleur. Deze mascotte werd afgebeeld op de winkels, op vrachtwagens en in het speelgoedboek.